# Cerodontha atrata
Cerodontha atrata este o specie de muște din genul Cerodontha, familia Agromyzidae, descrisă de Zlobin în anul 1986. Conform Catalogue of Life specia Cerodontha atrata nu are subspecii cunoscute.